# 悪魔の橋 (漫画)
『悪魔の橋』(あくまのはし)は、小室しげ子による日本の漫画作品。原作は根本進。
『なかよし』（講談社）にて連載された。

## 書誌情報
- 『悪魔の橋』 発売日：1987年03月04日 ISBN：978-4-06-178566-3[1]